# Regina Cassolo Bracchi

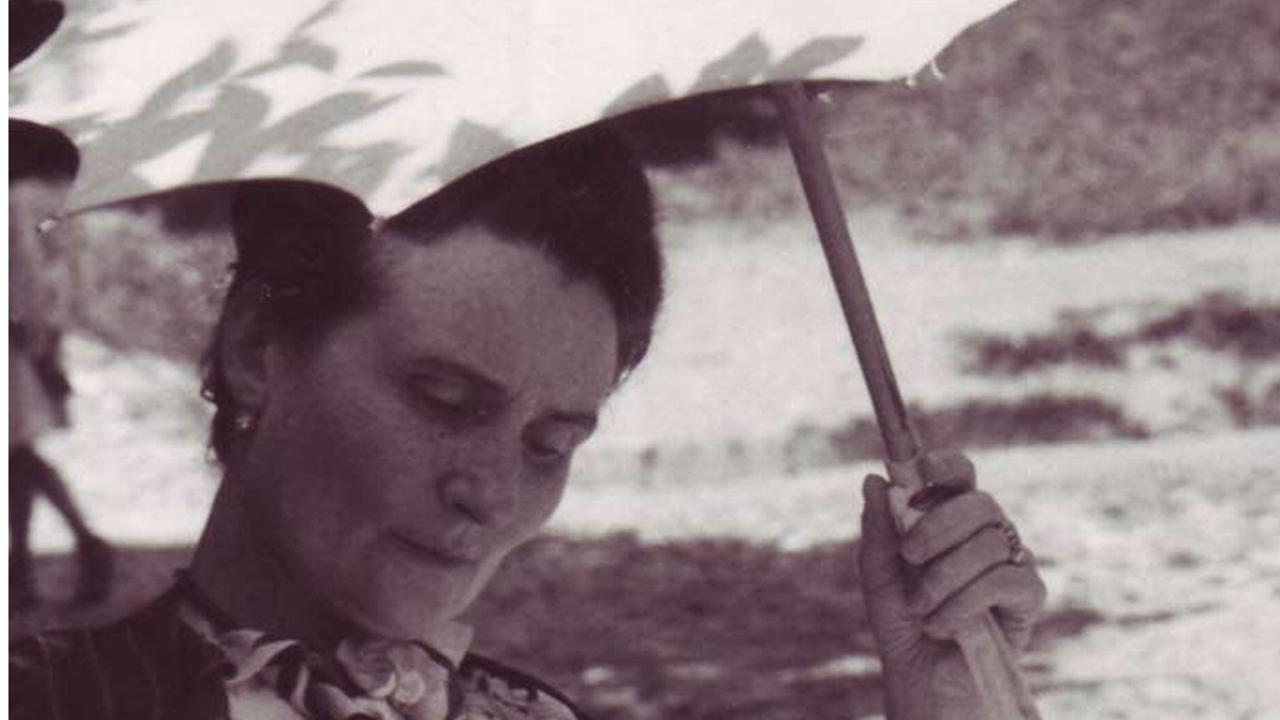
Regina Cassolo

Regina Cassolo Bracchi (* 21. Mai 1894 in Mede (Lombardei), Italien; † 14. September 1974 in Mailand, Italien) war eine italienische Bildhauerin. Sie war die einzige futuristische Bildhauerin der frühen 1930er Jahre.

## Leben und Werk
Regina war die Tochter eines Metzgers und in jungen Jahren verwaist. Sie besuchte nach dem Tod ihres Vaters ein religiöses Internat in Pavia, studierte an der Accademia di Belle Arti di Brera in Mailand und dann in Turin bei dem Bildhauer Giovanni Battista Alloati. Sie begann in den 1920er Jahren mit der Produktion von realistischen Porträts und Skulpturen, die der Mode der Zeit entsprachen, obwohl einige ihrer Köpfe auf afrikanische Skulpturen und Artefakte hinwiesen. Nachdem sie den naturalistischen Stil ihrer frühen Arbeiten aus Marmor und Gips aufgegeben hatte, konzentrierte sie sich auf experimentelle Materialien, indem sie Stücke aus Aluminium, Eisendraht, Sandpapier, Zinn und Weißblech herstellte und begann Metallobjekte zu schaffen, die sie zur einzigen futuristischen Bildhauerin der frühen 1930er Jahre machten. Sie heiratete 1921 den italienischen Maler Luigi Bracchi (1892–1978), der sich nicht ihrem Abstraktionismus und den anderen innovativen Strömungen anschloss.
Ihre erste Einzelausstellung 1931 brachte ihr die Wertschätzung der italienischen Kunstkritiker Edoardo Persico und Ugo Nebbia ein. 1934 unterzeichnete Regina das Manifesto Tecnico dell’Aeroplastica Futurista (Technisches Manifest der futuristischen Aeroskulptur) und nahm an der XIX. Biennale in Venedig und ein Jahr später an der II. Quadriennale für Zeitgenössische Kunst in Rom teil.
Nach einer Unterbrechung durch einen Aufenthalt mit ihrem Mann 1937 in Paris nahm sie wieder Kontakt zum futuristischen Umfeld auf. Als sie für die Biennale 1942 gebeten wurde, Werke zu einem faschistischen Thema auszustellen, lehnte sie ab. Nach den in Mede verbrachten Kriegsjahren, wo sie mit Filippo Tommaso Marinetti, Benedetta Cappa und Fillìa ausgestellt hatte, näherte sie sich in ihren Arbeiten abstrakteren Skulpturen. Dies veranlasste sie, sich 1951 dem von Bruno Munari gegründeten Movimento Arte Concreta (MAC) anzuschließen und später ihren eigenen Stil mit nicht traditionellen Materialien wie Plexiglas zu entwickeln und in die Avantgarde-Kunst jener Jahre einzutreten. Sie schuf eine geometrische Ästhetik mit Kreisen, Ellipsen und dem Wechselspiel von Dreiecken oder Rauten, die in beweglichen Kompositionen zusammengesetzt wurden.
Regina starb 1974 in ihrem Haus in Mailand an den Folgen eines Unfalls.
Ihre Werke befinden sich in der Collezione-Archivio Gaetano e Zoe Fermani in Mailand, bei Privatsammlern und dem Museum von Mede. Das Schloss Sangiuliani in Mede beherbergt in drei Räumen die Sammlung von Werken von Regina Prassede Cassolo. Die Sammlung umfasst frühe und spätere Arbeiten aus der futuristischen und postfuturistischen Zeit. Die Werke, die ihr Ehemann Luigi Bracchi der Gemeinde Mede schenkte, stammen aus den Jahren 1920 bis 1960.

## Werke (Auswahl)
- 1925: Popolana
- 1925: Testa di ragazzo
- 1931: Testa di donna
- 1931: Testa di ragazzo
- 1931: Due animali
- 1931: Riposo
- 1935: L’amante dell’aviatore
- 1940: Aeroferro di stratosfera
- 1940: Aeroferro di donne abissine
- 1945: Fiore in gesso
- 1946: Modulazioni
- 1953: Struttura [9]
- 1955: Sputnik e Terra-Luna
- 1955: Astronauti

## Ausstellungen (Auswahl)
- 1934: Biennale di Venezia
- 1935: Quadriennale di Roma
- 1936: Biennale di Venezia
- 1938: Biennale di Venezia
- 1939: Quadriennale di Roma
- 1940: Biennale di Venezia
- 1953: São Paulo Biennale in Brasilien
- 1972: Milan 70/70, Poldi Pezzoli Museum
- 1976: Regina, una scultrice d’avanguardia, Centro artistico culturale Giuseppe Amisani
- 1979: Galleria Civica, Modena
- 1980: Palazzo Reale in Mailand
- 1990: Casa del Mantegna, Mantua
- 1990: Fridericianum (Kassel)
- 1991: Kunsthalle Mannheim
- 1991: Schloss von Sartirana
- 1998: PAC Padiglione d’Arte Contemporanea, Mailand
- 2021: Centre Pompidou in Paris
- 2021: Regina Cassolo Bracchi – Regina. Della Scultura, Galerie für moderne und zeitgenössische Kunst von Bergamo (GAMeC), Bergamo[10]
- 2022: Women in Abstraction, Guggenheim Bilbao[11]
- 2025: Radikal! Künstlerinnen* und Moderne 1910–1950. Museum Arnhem, Saarlandmuseum, Österreichische Galerie Belvedere